# Дэдэ-Сутой
Дэ́дэ-Суто́й (бур. Дээдэ Сγтэй) — улус в Селенгинском районе Бурятии. Образует сельское поселение «Сутой».

## География
Улус расположен в 31 км восточнее районного центра — города Гусиноозёрска. Находится на левом борте долины реки Селенги в полутора километрах от основного русла, над поймой, вдоль левой протоки. С северо-запада подступает гора Солёнопадская (~900 м) хребта Моностой, на юго-востоке за рекой, параллельно руслу — хребет Урда-Хада (773 м).

## История
В советское время Дэдэ-Сутой был отделением совхоза имени Тельмана с центром в Жаргаланте. В 2006 году образовано отдельное сельское поселение «Сутой».

## Население
| 2002 | 2010 | 2012 | 2013 | 2014 | 2015 | 2016 |
| ---- | ---- | ---- | ---- | ---- | ---- | ---- |
| 343  | ↗360 | →360 | ↘349 | ↘333 | ↗340 | ↘334 |
| 2017 | 2018 | 2019 | 2020 | 2021 | 2023 | 2024 |
| ↘321 | ↘305 | ↘288 | ↘274 | ↗307 | ↘282 | ↘274 |

## Инфраструктура
Начальная общеобразовательная школа, детский сад, клуб, почтовое отделение, фельдшерско-акушерский пункт.

## Известные уроженцы
- Базаров Валентин Аюшеевич (1943—2016) — заслуженный художник Российской Федерации.